# Piper longistigmum
Piper longistigmum är en pepparväxtart som beskrevs av C. Dc.. Piper longistigmum ingår i släktet Piper och familjen pepparväxter. Inga underarter finns listade i Catalogue of Life.